# Hypagyrtis impropriata
Hypagyrtis impropriata är en fjärilsart som beskrevs av Walker 1861. Hypagyrtis impropriata ingår i släktet Hypagyrtis och familjen mätare. Inga underarter finns listade i Catalogue of Life.